# Johannes Driesch
Johannes Driesch (21. listopadu 1901–18. února 1930) byl německý malíř. Byl jedním z mnoha německých umělců, jejichž dílo bylo v roce 1933 odsouzeno jako zvrhlé umění a v roce 1937 vystaveno na výstavě Entartete Kunst v Mnichově.

## Život a dílo
Johannes Driesch se začal učit jako kameník v Krefeldu a pak tři semestry navštěvoval uměleckou školu Kunstgewerbeschule Krefeld. Studoval od roku 1919 v Bauhausu ve Výmaru v předběžném kurzu s Johannesem Ittenem a Lyonel Feiningerem. V roce 1920 odešel do keramické dílny Bauhausu v Dornburgu, kterou vedli Gerhard Marcks a Max Krehan. Driesch se oženil v roce 1921 se studentkou Bauhausu Lydií Foucarovou a spolu měli čtyři děti. Musel proto ukončit studium a podpořit rodinu mzdou z práce.
V roce 1922 se vzdal keramiky a začal se věnovat umění na volné noze s podporou Marckse a Waltera Kaesbacha. Driesch hledal svůj vlastní styl studiem a kopírováním starých mistrů. V roce 1928 se přestěhoval do Frankfurtu nad Mohanem, do ateliéru v Deutschherrenhausu. Driesch zemřel v roce 1930 během pracovního pobytu v Erfurtu.
Drieschovo dílo bylo z veřejných sbírek odstraněno v roce 1935 Národními socialisty jako Zvrhlé umění.

## Odkazy

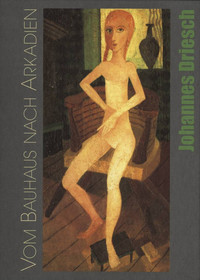
Katalog (2001): Dívčí akt, asi 1921

## Galerie

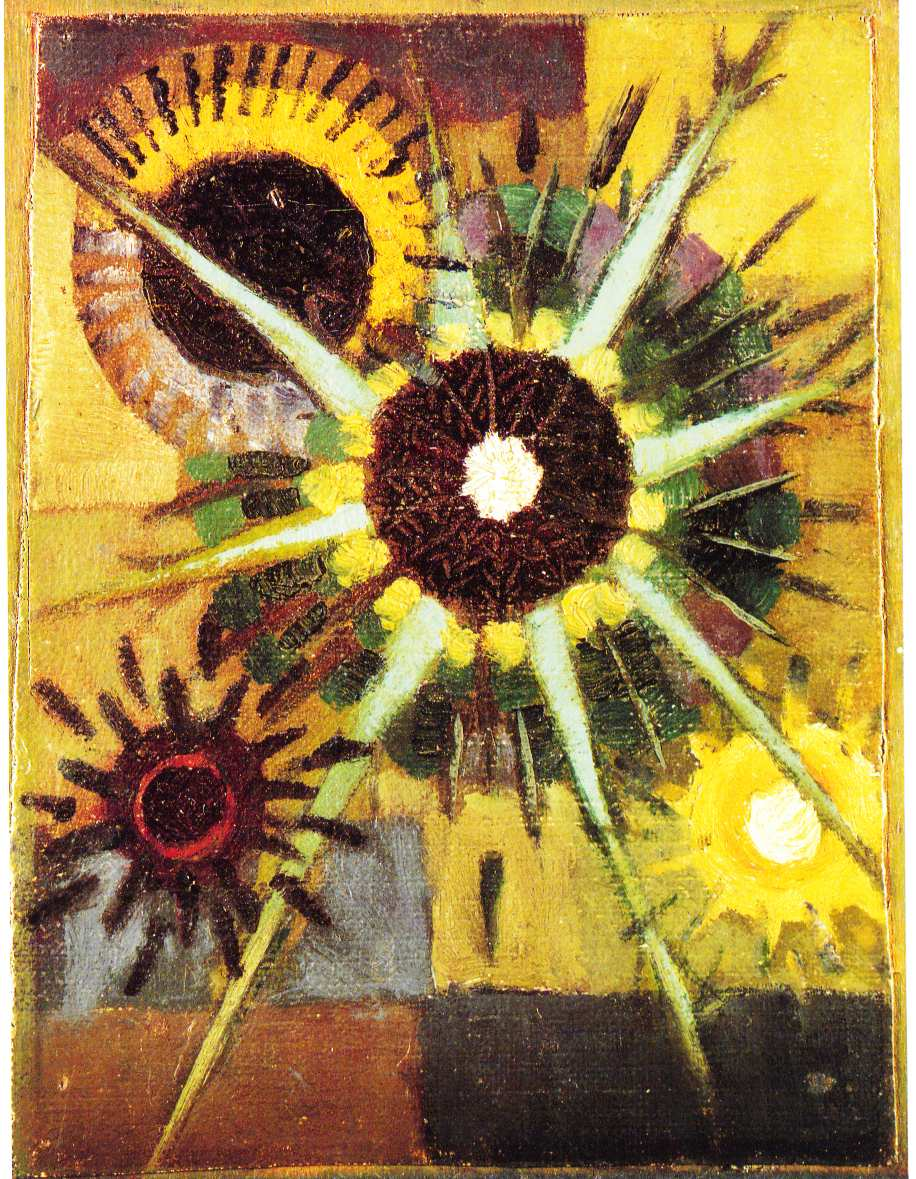
Distel, 1920
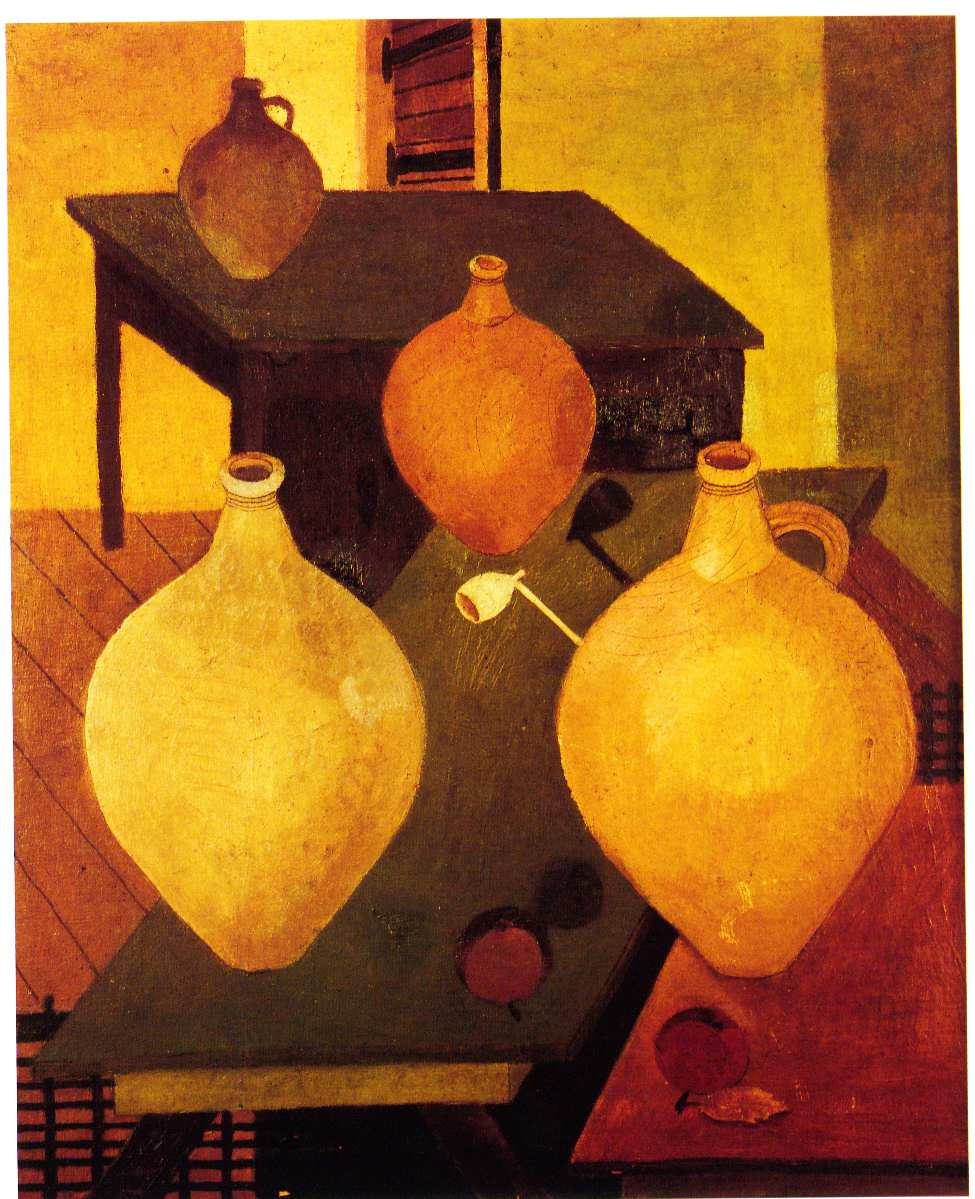
Topfstillleben, 1920
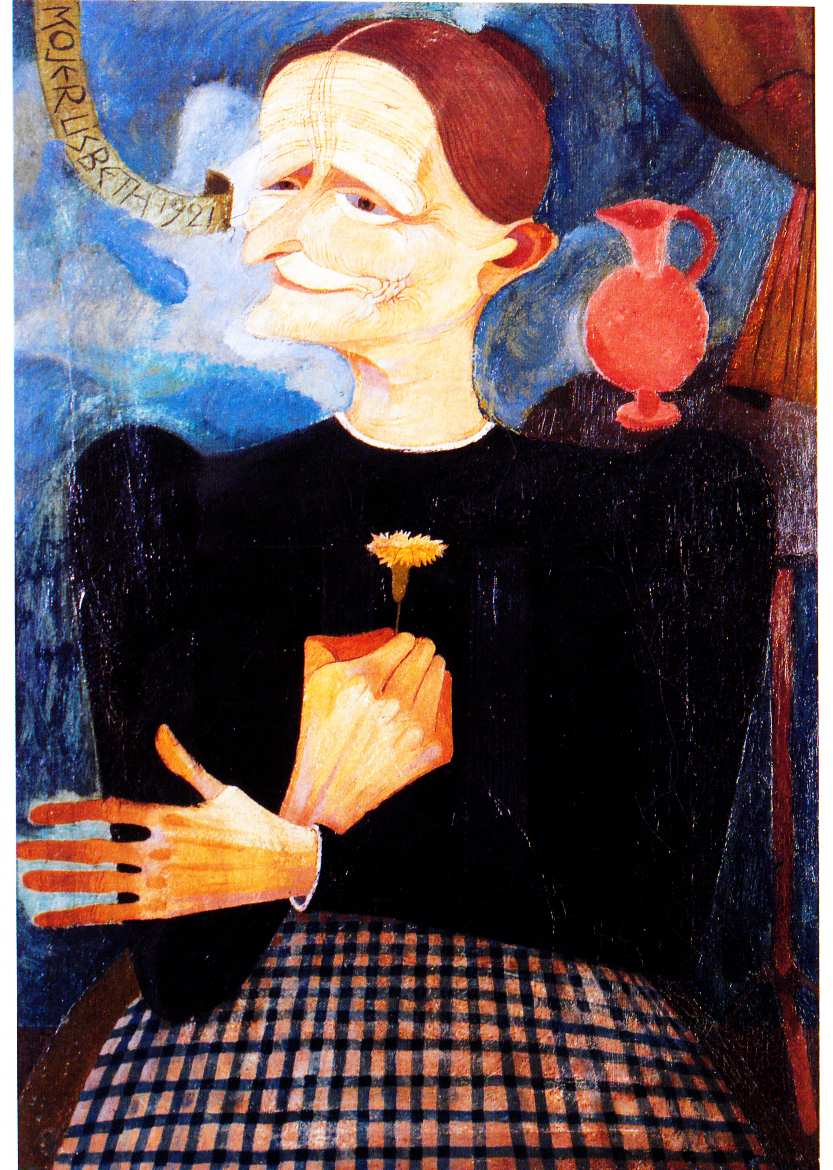
Mojer Lisbeth, 1921
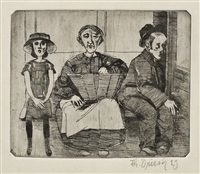
Im Eisenbahnwagen, 1923
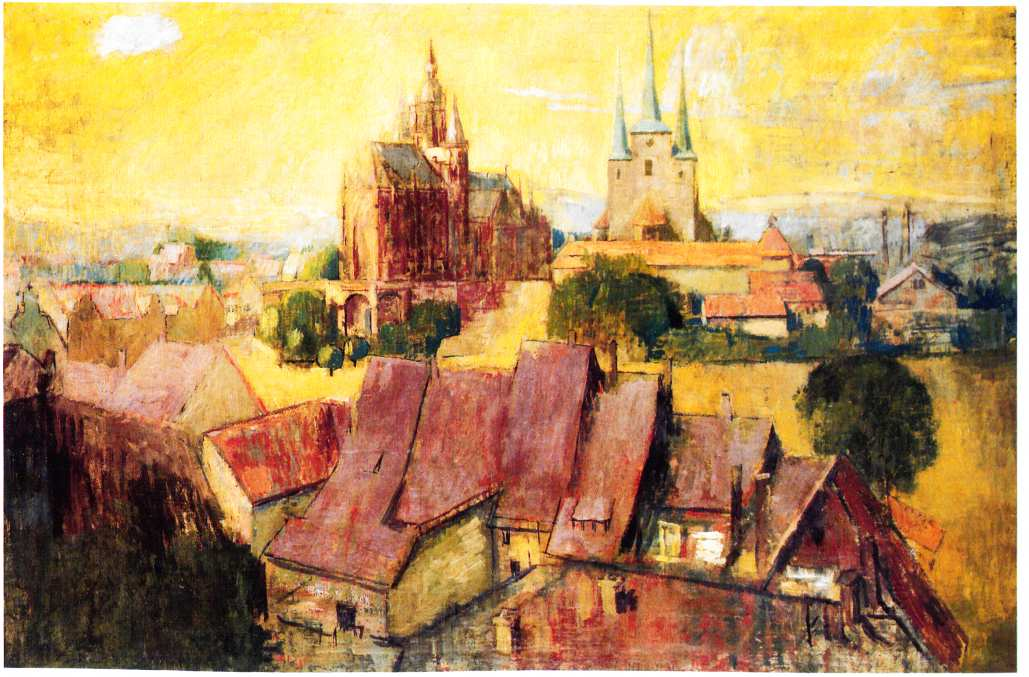
Erfurt, 1929
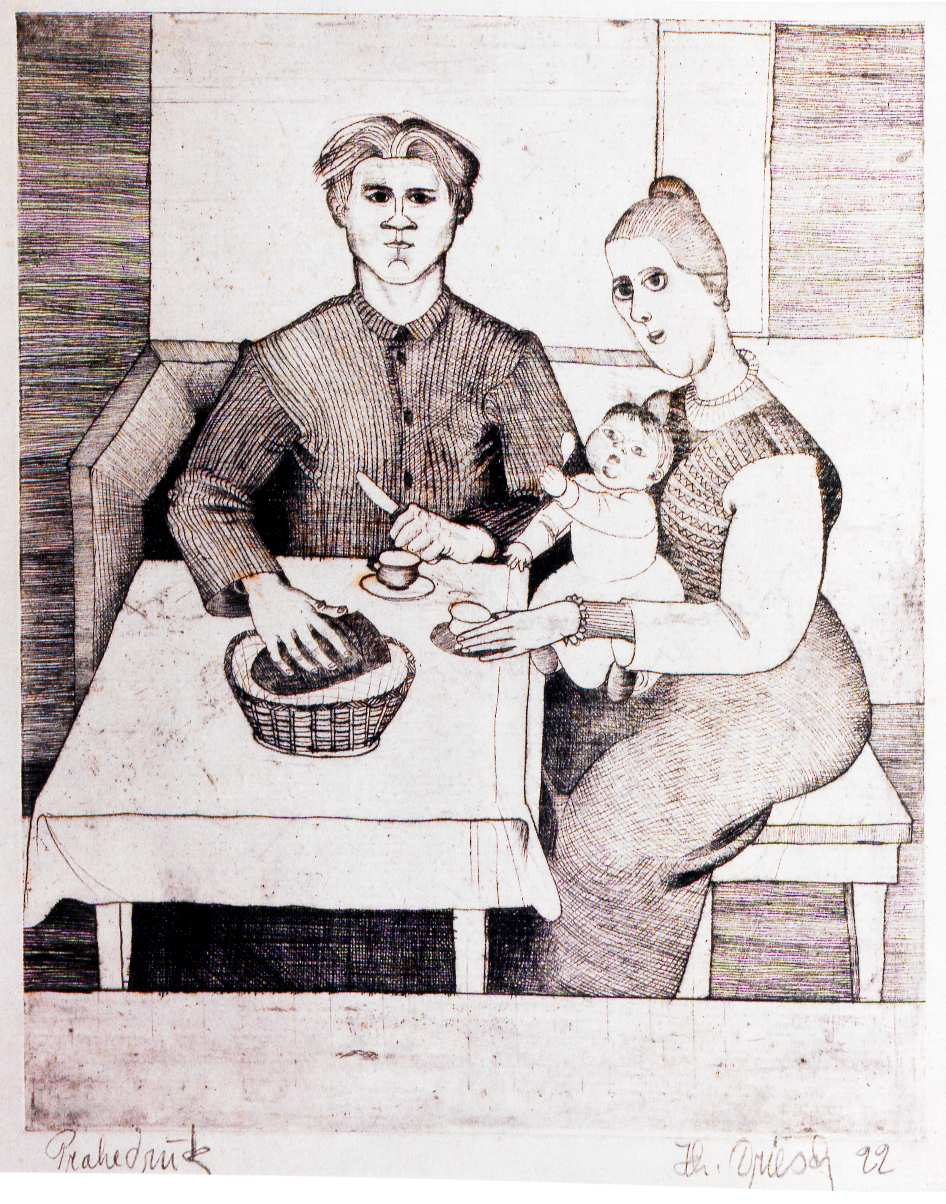
Familie, 1922
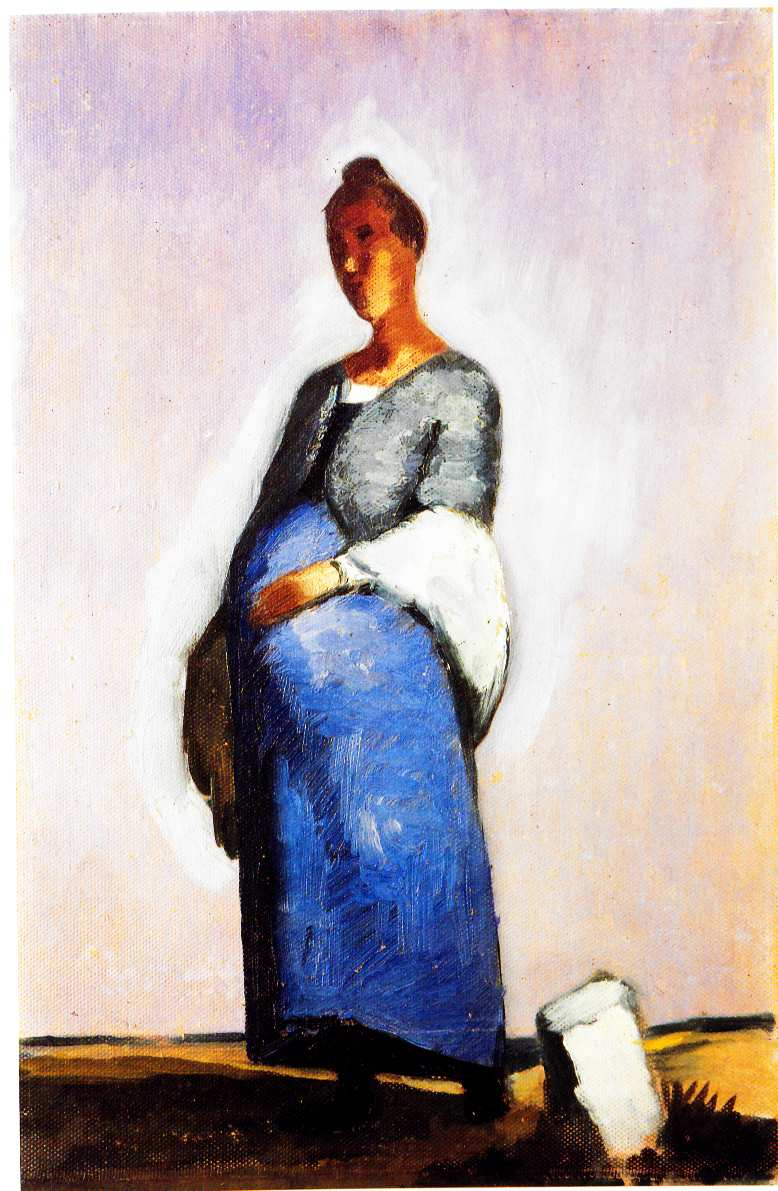
Schwangere II, 1924